# コタラヒムブツ
コタラヒムブツ（Kothalahimbutu、学名：Salacia reticulata）は、ニシキギ目ニシキギ科サラシア属のつる性植物である。スリランカに自生するものを特にこう呼ぶ。シンハラ語で「神の恵み」。
コタラヒムブツの茎や根の茶は、アーユルヴェーダでは古くから薬として使用され、糖尿病初期の特効薬として利用されてきた。コタラヒムブツは、マルトースをグルコースに分解するα-グルコシダーゼの阻害作用を有する成分であるサラシノールとコタラノールを含んでいる。コタラヒムブツは、糖尿病治療薬である経口血糖降下薬のαグルコシダーゼ阻害剤である医薬品のアカルボースと同程度の薬効を有する。
その効能・効果の有用性は近年WHOでも認知された程である。スリランカ政府では、自然保護と営利目的での伐採を防ぐ為、輸出を全面的に禁止していたが、近年、内政の安定と共に、一定の条件下で輸出が認められるようになった。